# 토농레뱅
토농레뱅(프랑스어: Thonon-les-Bains, 이탈리아어: Tonone, 프랑코프로방스어: Tonon)은 프랑스 동부 론알프 오트사부아주에 위치한 도시로 면적은 16.21km2, 인구는 34,661명(2012년 기준), 인구 밀도는 2,100명/km2이다. 레만호 유역에 위치한다.

## 역사
토농레뱅은 옛 사보이 공국의 속주인 샤블레의 역사적인 수도였다. 샤블레 사보이어드는 프랑스에서 샤블레의 일부이다. 샤블레 발레와 샤블레 보두아는 인접한 스위스 발레주 및 보주에 있는 샤블레의 일부이다. 이 도시는 샤블레 공국의 수도였다.
1860년 사보이 공국의 미래에 대한 논쟁이 진행되는 동안, 사람들은 공국 북부와 스위스의 통합이라는 아이디어에 민감했다. 국가의 이 지역(샤블레, Faucigny, 북제네바)에서 청원이 돌았지만, 13,600명 이하의 서명을 모았다. 공국은 1860년 4월 22일과 23일 나폴레옹 3세 치하에서 조직된 국민투표 후에 재결합되었는데, 이 투표에서 사보이아가 프랑스로 재결합되기를 원하느냐는 질문에 사보이아 유권자의 99.8%가 “그렇다”라고 답한 것으로 보고되었다.

## 인구
| 연도 | 인구  | ±% p.a. |
| ---- | ----- | ------- |
| 1793 | 3,010 | —       |
| 1800 | 3,198 | +0.87%  |
| 1806 | 3,251 | +0.27%  |
| 1822 | 4,179 | +1.58%  |
| 1838 | 4,428 | +0.36%  |
| 1848 | 4,488 | +0.13%  |
| 1858 | 4,825 | +0.73%  |
| 1861 | 4,918 | +0.64%  |
| 1866 | 5,530 | +2.37%  |
| 1872 | 5,272 | −0.79%  |
| 1876 | 5,501 | +1.07%  |
| 1881 | 5,444 | −0.21%  |
| 1886 | 5,447 | +0.01%  |
| 1891 | 5,780 | +1.19%  |
| 1896 | 5,666 | −0.40%  |
| 1901 | 6,268 | +2.04%  |
| 1906 | 7,043 | +2.36%  |

| 연도 | 인구   | ±% p.a. |
| ---- | ------ | ------- |
| 1911 | 7,232  | +0.53%  |
| 1921 | 8,042  | +1.07%  |
| 1926 | 10,270 | +5.01%  |
| 1931 | 11,291 | +1.91%  |
| 1936 | 12,183 | +1.53%  |
| 1946 | 13,181 | +0.79%  |
| 1954 | 14,016 | +0.77%  |
| 1962 | 17,080 | +2.50%  |
| 1968 | 20,700 | +3.26%  |
| 1975 | 24,454 | +2.41%  |
| 1982 | 24,844 | +0.23%  |
| 1990 | 28,401 | +1.69%  |
| 1999 | 28,927 | +0.20%  |
| 2007 | 31,562 | +1.10%  |
| 2012 | 34,661 | +1.89%  |
| 2017 | 34,756 | +0.05%  |

|  | 기술적 문제로 인해 그래프를 일시적으로 사용할 수 없습니다. 파브리케이터와 미디어위키 위키에 더 자세한 정보가 있습니다. |

## 교통
토농레뱅역은 리옹, 에비앙레뱅, 안마스와 제네바까지 철도로 연결된다.

## 같이 보기
- 오트사부아주의 코뮌 목록